# Hypomecia quadrivirgula
Hypomecia quadrivirgula là một loài bướm đêm trong họ Noctuidae.